# Hôtel de Montvalon
 (janvier 2021).
L'hôtel de Montvalon, aussi appelé de son nom complet hôtel Barrigue de Montvalon, est un hôtel particulier situé au n° 7 de la rue Goyrand, à Aix-en-Provence (France).

## Historique
Cet immeuble a appartenu au XVIIIe siècle à André de la Garde, procureur général au Parlement de Provence. Puis il appartint à son neveu, André de Barrigue de Montvalon, conseiller au Parlement († 1769).

## Architecture
Sa façade est sobre avec une entrée flanquée de pilastres à chapiteaux ioniques (assez semblables aux façades des hôtels de Lagoy et de Tressemanes). On y observe des pierres en attente d'être sculptées.